# Campeonato Carioca de Futebol de 1995 - Terceira Divisão
O Campeonato Carioca da Terceira Divisão de 1995 foi uma edição da terceira divisão do campeonato estadual de futebol profissional do Rio de Janeiro. A competição foi organizada pela Federação de Futebol do Estado do Rio de Janeiro (FERJ).
Ao final da disputa, foi campeão o Lucas e vice-campeão o Real.

## Participantes
- Centro Esportivo Arraial do Cabo, de Arraial do Cabo
- Cardoso Moreira Futebol Clube, de Cardoso Moreira
- Céres Futebol Clube, do Rio de Janeiro
- Colégio Futebol Clube, do Rio de Janeiro
- Associação Atlética Colúmbia, de Duque de Caxias
- Internacional Futebol Clube, do Rio de Janeiro
- Jacarepaguá Futebol Clube, de Seropédica
- Esporte Clube Lucas, do Rio de Janeiro
- Grêmio Esportivo Km 49, de Seropédica
- Associação Esportiva Macaé Barra Clube, de Macaé
- Pavunense Futebol Clube, do Rio de Janeiro
- Real Esporte Clube, de Angra dos Reis